# Chung kết giải vô địch bóng đá châu Âu 2020
Trận chung kết giải vô địch bóng đá châu Âu 2020 là một trận đấu bóng đá được diễn ra vào ngày 11 tháng 7 năm 2021 trên sân vận động Wembley ở Luân Đôn, Anh để xác định đội vô địch của giải vô địch bóng đá châu Âu 2020. Đây là trận chung kết lần thứ 16 của giải vô địch bóng đá châu Âu, một giải đấu được tổ chức bốn năm một lần với sự tranh tài của các đội tuyển bóng đá nam quốc gia của các quốc gia thuộc UEFA để tìm ra nhà vô địch châu Âu. Trận đấu ban đầu được dự định tổ chức vào ngày 12 tháng 7 năm 2020 và đã bị lùi lại do đại dịch COVID-19 tại châu Âu.
Trước khoảng 67,173 khán giả, Ý đã lần thứ hai lên ngôi vô địch châu Âu với chiến thắng 3–2 ở loạt đá luân lưu trước Anh sau khi hai đội hòa nhau 1–1 ở hiệp phụ. Luke Shaw của Anh mở tỷ số ngay ở phút thứ 2 của trận đấu, đây là bàn thắng được ghi nhanh nhất lịch sử các trận chung kết giải vô địch châu Âu, và Leonardo Bonucci, cầu thủ được nhận giải cầu thủ xuất sắc nhất trận đấu, đã gỡ hòa ở giữa hiệp 2. Anh có lợi thế dẫn 2–1 sau hai lượt sút, nhưng ba lượt sút sau đó đã không thành công, dẫn đến việc Ý đã lội ngược dòng để giành chiến thắng 3–2.
Đây là danh hiệu đầu tiên của họ tại giải đấu lớn kể từ giải vô địch bóng đá thế giới 2006 và cũng là danh hiệu vô địch châu Âu đầu tiên kể từ chức vô địch vào năm 1968; sánh ngang với Pháp và chỉ cách Tây Ban Nha và Đức đúng 1 danh hiệu. Anh trở thành nước thứ ba trong thế kỷ 21 thua trận chung kết giải vô địch châu Âu trên sân nhà sau Bồ Đào Nha vào năm 2004 và Pháp vào năm 2016. Sau trận đấu, những cầu thủ sút hỏng loạt sút luân lưu của Anh (Marcus Rashford, Jadon Sancho, và Bukayo Saka) đều đã bị lợi dụng để thực hiện việc phân biệt chủng tộc trên mạng xã hội. Cùng với đó, sự hỗn loạn của một bộ phận cổ động viên và những tai nạn do bạo loạn cũng đã xảy ra trước và sau trận chung kết.

## Địa điểm tổ chức

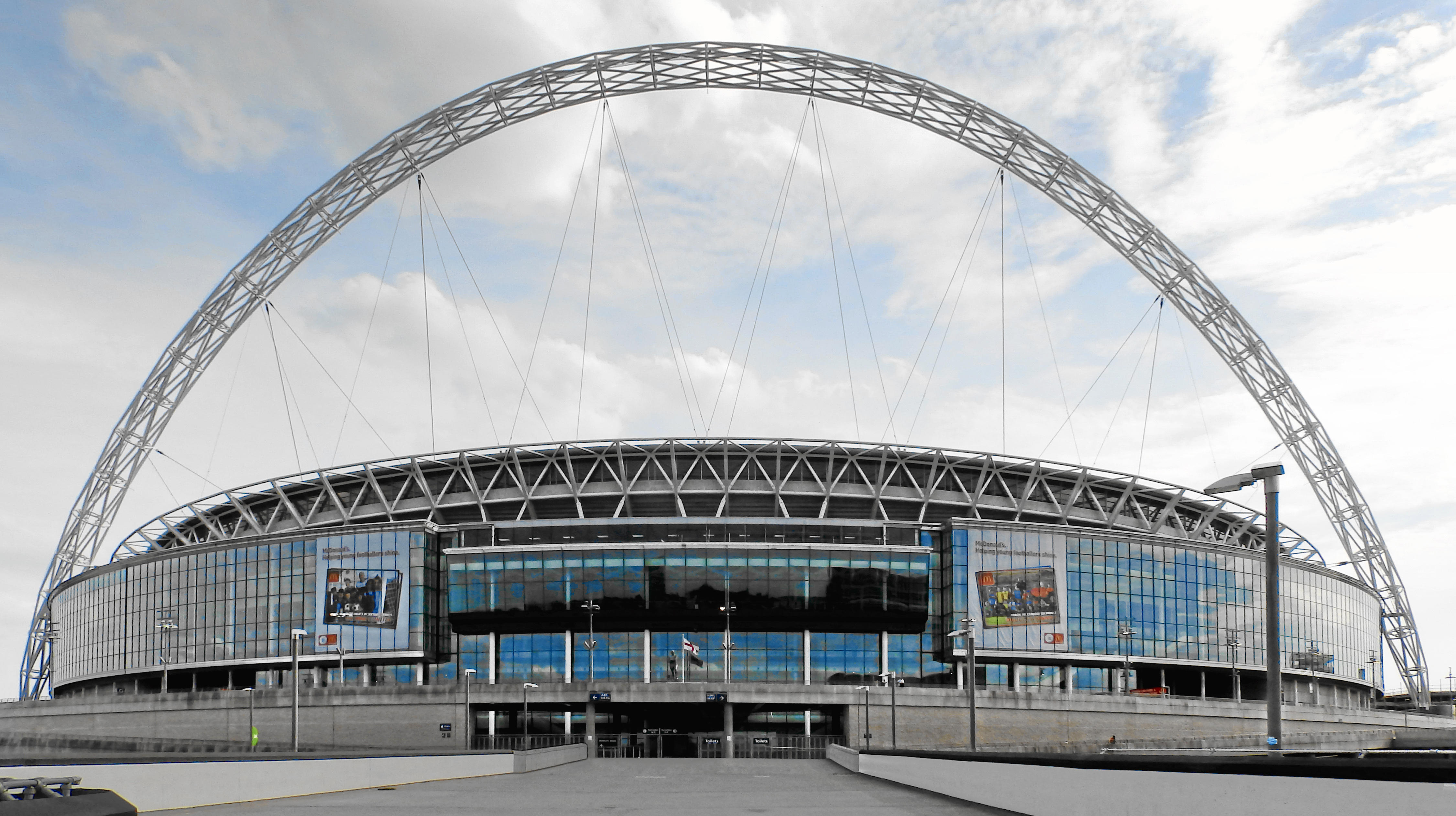
Sân vận động Wembley, địa điểm diễn ra trận chung kết

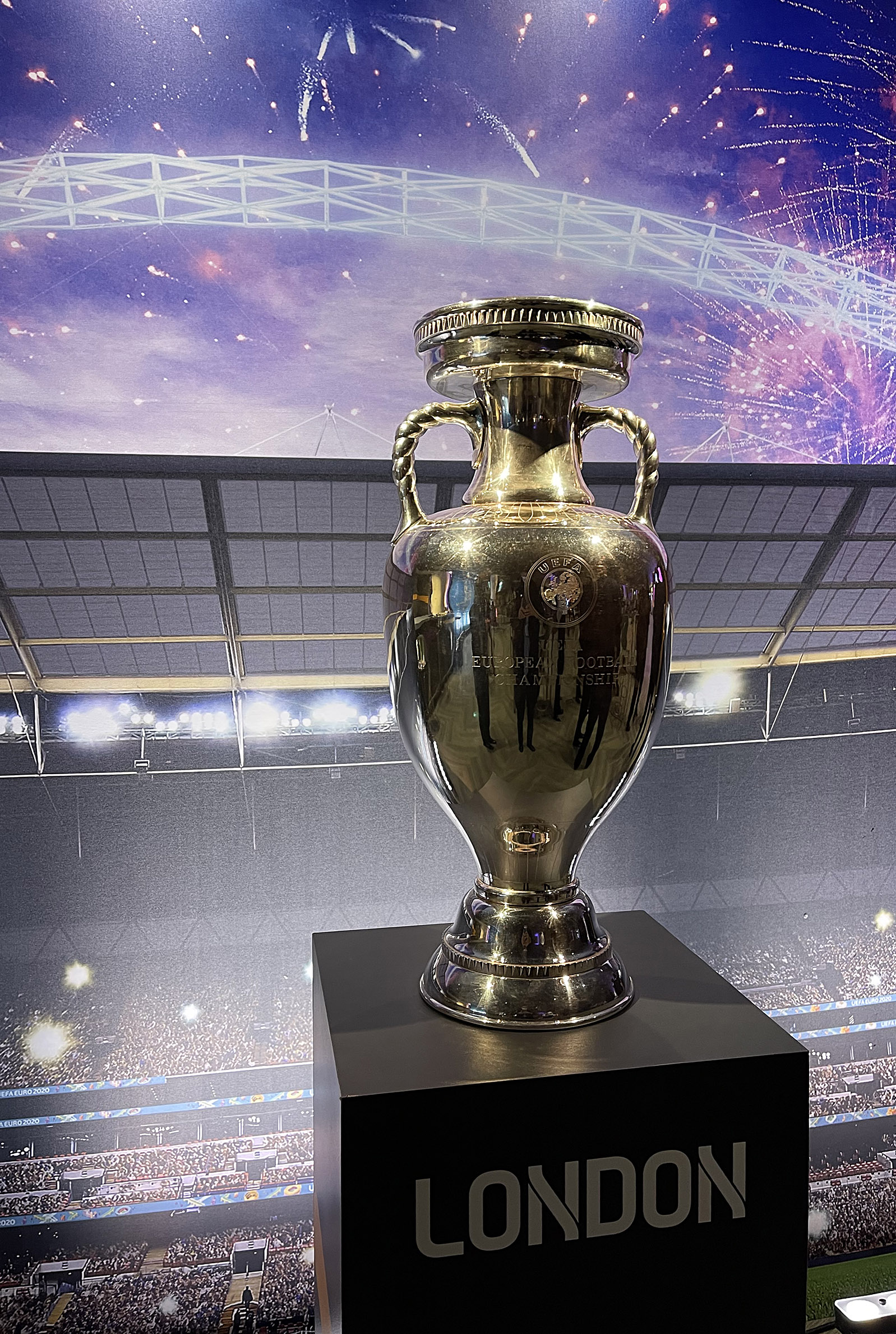
Cúp Henri Delaunay tại sân Wembley trước trận chung kết

Trận chung kết được tổ chức tại sân vận động Wembley nằm ở Wembley của Khu Brent, London, Anh. Vào ngày 6 tháng 12 năm 2012, UEFA tuyên bố giải đấu năm 2020 sẽ được tổ chức ở nhiều thành phố trên khắp châu Âu để đánh dấu kỷ niệm 60 năm của giải đấu, không có đội chủ nhà nào được lập tức vào thẳng vòng chung kết. Wembley được Ủy ban điều hành UEFA chọn làm địa điểm tổ chức trận bán kết và trận chung kết của giải đấu vào ngày 19 tháng 9 năm 2014, đã được lựa chọn bằng sự đồng thuận sau khi nhà đấu thầu gói chung kết của sân Allianz Arena ở Munich đã rút lui. Sau khi giành được vị trí chủ nhà, họ đã rút lại việc đấu thầu gói tiêu chuẩn của Luân Đôn cho các trận đấu vòng bảng và một trận đấu vòng đấu loại trực tiếp trước đó. Tuy nhiên, Ủy ban điều hành UEFA đã loại Brussels khỏi danh sách thành phố chủ nhà vào ngày 7 tháng 12 năm 2017 vì sự chậm trễ trong việc xây dựng sân Eurostadium. Bốn trận đấu (gồm ba trận vòng bảng, một trận vòng 16 đội) ban đầu dự kiến được tổ chức tại Brussels đã được chuyển về cho Luân Đôn, giúp cho số trận tổ chức trên sân Wembley tăng lên bảy. Sau đó số lượng trận đấu trên sân này đã tăng lên 8, do Dublin đã bị loại khỏi danh sách thành phố chủ nhà vào ngày 23 tháng 4 năm 2021, vì họ không đảm bảo được việc khán giả có thể vào sân vì đại dịch COVID-19, bởi vậy mà trận đấu thuộc vòng 16 đội tổ chức tại đó đã được chuyển về Wembley.
Sân vận động Wembley hiện tại được khai trương vào năm 2007 trên nền của sân vận động trước đây, đã bị phá dỡ từ năm 2002 đến năm 2003. Sân vận động thuộc sở hữu của Hiệp hội bóng đá Anh và là sân vận động quốc gia của đội tuyển Anh. Sân vận động ban đầu, trước đây gọi là sân vận động Empire, đã được khai trương vào năm 1923 và tổ chức một số trận đấu tại giải vô địch bóng đá thế giới 1966, trong đó có trận chung kết nơi mà đội chủ nhà Anh đã đánh bại Tây Đức với tỷ số 4–2 sau hiệp phụ, và giải vô địch bóng đá châu Âu 1996, trong đó có trận chung kết giữa Cộng hòa Séc và Đức. Wembley cũng đã tổ chức tất cả các trận chung kết của Cúp FA kể từ trận chung kết Cúp FA 1923 (trừ các năm 2001–06, khi sân vận động đang được xây dựng lại). Việc tổ chức các trận đấu vòng bán kết và chung kết vẫn được diễn ra sau khi UEFA và chính phủ Anh đã đạt được thỏa thuận về những quy định về cách ly đối với người hâm mộ và các VIP. Sân vận động Puskás Aréna ở Budapest là sân vận động có khả năng lớn nhất để thay thế sân Wembley, nếu sân vận động này không thể tổ chức được trận chung kết. Mặc dù vậy, UEFA vẫn tự tin rằng Wembley có thể tổ chức được trận chung kết. Vào ngày 22 tháng 6, chính phủ Anh đã thay đổi các hạn chế do dịch COVID-19 nhằm cho phép sử dụng 75% sức chứa của sân, đồng nghĩa với việc 60,000 khán giả có thể được tới sân để xem trận chung kết với điều kiện họ có bằng chứng về việc họ đã được xét nghiệm hoặc được tiêm vắc-xin đầy đủ. Quyền lợi đặc biệt này cũng đã được trao cho tối đa 1,000 khán giả bay từ Ý sang để xem trận đấu này. Những điều kiện đặc biệt khác, ví dụ như việc đã được xét nghiệm COVID-19 trước khi nhập cảnh, không ở trong lãnh thổ quốc gia quá 12 tiếng, sử dụng phương tiện chuyên dụng và ngồi ở khu vực riêng biệt tại sân Wembley cũng đã được áp dụng đối với những người hâm mộ từ Ý sang.

## Bối cảnh
Trước khi bắt đầu giải đấu, Anh và Ý được coi là hai trong số những ứng cử viên cho chức vô địch của giải đấu này. Họ lần lượt xếp ở các vị trí thứ 4 và thứ 7 trên bảng xếp hạng FIFA được công bố trước giải đấu. Cả hai đã từng giành chức vô địch tại giải vô địch bóng đá thế giới, khi Ý đã vô địch bốn lần, lần gần đây nhất của họ là vào năm 2006, và Anh vô địch một lần vào năm 1966 trên sân nhà. Ý đã giành chức vô địch tại giải vô địch châu Âu vào năm 1968 trên sân nhà, trong khi Anh mới chỉ tới được trận đấu bán kết hai lần. Mặc dù trận chung kết được tổ chức tại Luân Đôn, Ý lại là "đội chủ nhà" vì lý do hành chính.
Trước đây, Ý đã từng vào đến ba trận chung kết của giải vô địch châu Âu; họ đã giành chiến thắng trước Nam Tư vào năm 1968 trên sân nhà sau trận đá lại, thua trước Pháp sau bàn thắng vàng vào năm 2000 ở Hà Lan, và thua trước Tây Ban Nha vào năm 2012 ở Ukraina. Họ bước vào trận chung kết với chuỗi 33 trận bất bại liên tiếp, đó là chuỗi trận bất bại dài thứ ba trong lịch sử bóng đá quốc tế, sau chuỗi 35 trận bất bại của Brasil (1993–1996) và Tây Ban Nha (2007–2009), trận thua cuối cùng của họ là với tỷ số 1–0 trước Bồ Đào Nha ở giải vô địch bóng đá các quốc gia châu Âu 2018-19 vào ngày 10 tháng 9 năm 2018. Ý cũng có chuỗi 27 trận bất bại liên tiếp trên mọi đấu trường, chỉ sau chuỗi 29 trận bất bại của Tây Ban Nha từ 2010 đến 2013.
Anh có lần đầu tiên góp mặt tại trận chung kết của giải vô địch châu Âu, trước đó đã bị loại ở trận bán kết ở hai kỳ, vào năm 1968 (trước Nam Tư) và vào năm 1996 (trước Đức) với tư cách là đội chủ nhà. Trận chung kết này là trận chung kết đầu tiên của Anh tại một giải đấu lớn kể từ khi giành chức vô địch giải vô địch bóng đá thế giới 1966 trên sân nhà, đó là trận chung kết duy nhất trước đây mà họ đã thi đấu. Anh cũng trở thành quốc gia thứ ba của thế kỷ 21 sau Bồ Đào Nha vào năm 2004 và Pháp vào năm 2016 thi đấu trận chung kết giải vô địch châu Âu trên sân nhà; tuy nhiên, cả hai đội chủ nhà trước đây đã để thua trong những trận đấu này lần lượt trước Hy Lạp vào năm 2004 và Bồ Đào Nha vào năm 2016. Ngoài chiến thắng của Ý trên sân nhà vào năm 1968, chỉ có hai lần mà đội bóng được chơi trên sân nhà (Tây Ban Nha vào năm 1964 và Pháp vào năm 1984) giành chiến thắng. Ý trông chờ vào việc giành chức vô địch ở một giải đấu lớn lần đầu tiên trong 15 năm, khi mà lần cuối họ làm được điều này là trong trận chung kết Giải vô địch bóng đá thế giới 2006 tại sân vận động Olympic ở Berlin trước Pháp sau loạt sút luân lưu. Sự thành công của Ý tại giải đấu này là sự trở lại mạnh mẽ của họ sau khi không thể vượt qua vòng loại giải vô địch bóng đá thế giới 2018, đó là lần đầu tiên mà đội có biệt danh Azzurri bỏ lỡ một giải đấu lớn kể từ giải vô địch bóng đá thế giới 1958.
Hai đội đã từng gặp nhau 27 lần trước đây, và cuộc chạm trán đầu tiên diễn ra vào năm 1933, khi mà họ đã hòa nhau 1–1 ở Rome. Trước trận chung kết, Ý đã giành chiến thắng 10 trận đấu, Anh thắng 8 lần, và hai đội hòa nhau 9 lần. Lần gặp nhau gần đây nhất là trận giao hữu vào năm 2018 ở Luân Đôn, và đó cũng là trận hòa 1–1. Ở ba trong bốn lần gặp nhau trước đó của họ tại các giải đấu lớn, chiến thắng đều thuộc về Ý, gồm chiến thắng trong trận đấu vòng bảng của giải vô địch châu Âu 1980, trận play-off tranh hạng ba của giải vô địch bóng đá thế giới 1990, và vòng bảng của giải vô địch bóng đá thế giới 2014; trong khi trận tứ kết của giải vô địch châu Âu 2012 kết thúc với tỷ số hòa, nhưng Ý giành chiến thắng ở loạt sút luân lưu.

## Đường đến trận chung kết
| VT | Đội        | ST | Đ |
| -- | ---------- | -- | - |
| 1  | Ý (H)      | 3  | 9 |
| 2  | Wales      | 3  | 4 |
| 3  | Thụy Sĩ    | 3  | 4 |
| 4  | Thổ Nhĩ Kỳ | 3  | 0 |

| VT | Đội          | ST | Đ |
| -- | ------------ | -- | - |
| 1  | Anh (H)      | 3  | 7 |
| 2  | Croatia      | 3  | 4 |
| 3  | Cộng hòa Séc | 3  | 4 |
| 4  | Scotland (H) | 3  | 1 |

### Ý
Ý bước vào vòng chung kết với tư cách là đội nhất bảng J với thành tích thắng 10 trên 10 trận đấu, và được bốc vào bảng A, cùng với Thụy Sĩ, Thổ Nhĩ Kỳ và Wales; với tư cách là một trong những quốc gia chủ nhà, Ý đã thi đấu cả ba trận đấu trên sân nhà tại sân vận động Olimpico. Ý đã mở màn giải đấu bằng chiến thắng 3–0 trước Thổ Nhĩ Kỳ, cầu thủ Thổ Nhĩ Kỳ Merih Demiral đã ghi bàn phản lưới nhà để giúp Ý dẫn trước ở phút 53', trước khi Ciro Immobile và Lorenzo Insigne ghi hai bàn thắng còn lại. Ý sau đó đã vượt qua đội bóng có hàng thủ tốt Thụy Sĩ với cùng tỷ số 3–0, Manuel Locatelli ghi hai bàn và Ciro Immobile ghi bàn thắng quyết định giúp họ có được vị trí vào vòng 16 đội khi còn một trận chưa đấu, mặc dù đội trưởng Giorgio Chiellini dính phải chấn thương. Sau khi giành suất tới vòng loại trực tiếp, Ý tiếp tục đánh bại Wales 1–0 với đội hình dự bị, Matteo Pessina đã ghi bàn thắng duy nhất ở hiệp 1 để giúp Ý kết thúc vòng bảng với thành tích toàn thắng.
Trong vòng 16 đội trên sân vận động Wembley, Ý đã phải vật lộn trước một đội tuyển Áo rất năng động và kỷ luật, đội mà đã kết thúc vòng bảng với vị trí nhì bảng C. Bàn thắng của Marko Arnautović cho đội tuyển Áo ở phút 67' không được công nhận vì lỗi việt vị, và đến thời gian hiệp phụ, hai cầu thủ vào sân thay người của Ý là Federico Chiesa và Pessina mỗi người ghi một bàn để giúp Ý dẫn trước 2–0. Dù cầu thủ vào sân thay người Saša Kalajdžić rút ngắn tỷ số cho Áo ở hiệp phụ thứ hai (đó là lần đầu tiên Ý bị thủng lưới ở giải đấu này), Ý vẫn bảo toàn được tỷ số này đến cuối trận để bước vào vòng tứ kết.
Trong trận tứ kết với đội đứng đầu bảng xếp hạng FIFA là Bỉ, trên sân Allianz Arena ở München, Ý đã làm chủ toàn bộ trận đấu, Nicolò Barella đã đánh bại Thibaut Courtois để ghi bàn ở phút thứ 31 trước khi Insigne dứt điểm hiểm hóc để giúp Ý có lợi thế dẫn trước hai bàn ở phút thứ 44; Romelu Lukaku của Bỉ sau đó đã thực hiện quả phạt đền thành công trong những phút bù giờ ở hiệp 1. Dù chấn thương cổ chân ở hiệp 2 khiến cho Leonardo Spinazzola không thể góp mặt ở phần còn lại của giải đấu, Ý một lần nữa bảo toàn được tỷ số này để loại Bỉ.
Ý sau đó trở về sân Wembley để chạm trán Tây Ban Nha ở bán kết, đây là giải vô địch châu Âu thứ 4 liên tiếp mà hai bên gặp nhau. Trong một thế trận chặt chẽ với thời gian kiểm soát bóng phần lớn thuộc về đối thủ, Ý đã có được bước ngoặt từ Chiesa sau 60 phút, tuy nhiên, 20 phút sau Álvaro Morata đã gỡ hòa 1–1 cho Tây Ban Nha. Không có bàn thắng nào được ghi thêm trong hiệp phụ, dẫn đến việc hai đội phải phân định thắng thua bằng loạt sút luân lưu; cả Locatelli và Dani Olmo đều lần lượt sút hỏng quả phạt đền đầu tiên của hai đội, trước khi Gianluigi Donnarumma cản phá được quả đá thứ tư của Morata cho Tây Ban Nha. Jorginho đã thực hiện thành công quả đá phạt đền sau đó để đưa Ý vào trận chung kết của giải vô địch châu Âu lần đầu tiên kể từ năm 2012.

### Anh
Anh bước vào vòng chung kết với việc đứng đầu bảng A, và chỉ thua một trong số các trận đấu của họ ở vòng loại. Anh được bốc vào bảng D và cũng như Ý, họ chơi ba trận đấu vòng bảng của họ trên sân nhà Wembley. Cùng với Anh ở bảng D là đồng chủ nhà Scotland, đối thủ tại vòng loại Cộng hòa Séc và đội từng lọt vào chung kết giải vô địch bóng đá thế giới 2018 Croatia, đội đã loại Anh ở chính giải đấu này. Anh khởi đầu với chiến thắng nhọc nhằn 1–0 trước Croatia, Raheem Sterling đã tạo nên điều khác biệt với bàn thắng ở phút thứ 57', giúp Anh có được ba điểm đầu tiên; đây là lần đầu tiên Anh giành chiến thắng trận đấu mở màn ở vòng bảng. Ở trận thứ hai của họ, Anh đã bị đối thủ kình địch Scotland cầm hòa không bàn thắng mặc dù có rất nhiều cơ hội để kết thúc trận đấu; mặc dù vậy, Anh đã đảm bảo được một suất vào vòng cho 16 đội mạnh nhất trước trận đấu cuối cùng của họ ở vòng bảng xét theo kết quả các bảng còn lại. Anh đã củng cố ngôi vị dẫn đầu của mình ở vòng bảng bằng việc đánh bại Cộng hòa Séc 1–0, với bàn thắng của Sterling từ những phút đầu của trận đấu. Giành được 7 điểm ở vòng bảng, Anh dù vẫn biết rằng họ sẽ ở lại sân Wembley tại vòng 16 đội nhưng họ sẽ phải đối đầu với thử thách khó khăn hơn khi đối đầu với đội nhì bảng F.
Anh đấu với Đức tại sân Wembley ở vòng đấu sau đó, đây là một chương tiếp theo trong lịch sử kình địch lâu đời giữa hai bên, Sterling một lần nữa phá vỡ thế bế tắc của trận đấu, sau 75 phút. Anh đã suýt phải nhận bàn thua khi Thomas Müller tiếp cận khung thành nhưng lại sút ra ngoài, trước khi Harry Kane trở thành cầu thủ thứ hai ghi bàn cho Anh trong giải đấu này để giành chiến thắng lịch sử 2–0, đây là chiến thắng đầu tiên trước đội tuyển bóng đá quốc gia Đức ở vòng đấu loại trực tiếp của một giải đấu quốc tế kể từ giải vô địch bóng đá thế giới 1966.
Tại trận tứ kết trên sân vận động Olimpico (trận đấu duy nhất Anh không được thi đấu trên sân Wembley tại giải đấu này), Anh đã giành chiến thắng áp đảo trước Ukraina với tỷ số 4–0, Kane ghi một cú đúp trong khi Harry Maguire và Jordan Henderson (với bàn đầu tiên của anh tại giải đấu quốc tế) ghi hai bàn còn lại để giúp Anh có chiến thắng đậm nhất tại vòng chung kết giải vô địch châu Âu.
Ở trận bán kết, Anh đối đầu với Đan Mạch trên sân Wembley, và họ đã bị thủng lưới bàn đầu tiên của giải sau 30 phút, khi mà Mikkel Damsgaard đã ghi bàn từ một quả đá phạt khiến cho Jordan Pickford không thể cản phá. Những nỗ lực gỡ hòa của Anh đã được đền đáp sau gần 10 phút với bàn phản lưới nhà của Simon Kjær, nhưng cả hai đều không thể ghi thêm bàn thắng nào trong thời gian thi đấu chính thức. Trong thời gian hiệp phụ, Anh được hưởng quả đá phạt đền ở hiệp phụ đầu tiên sau khi Sterling bị phạm lỗi. Harry Kane đá quả phạt đền, và ghi bàn thắng thứ tư của anh tại giải đấu này bằng cú đá bồi sau khi Kasper Schmeichel đã cản phá được cú sút đầu tiên của anh, để Anh dẫn trước 2–1. Tỷ số này được giữ nguyên đến hết hiệp phụ, qua đó chấm dứt hành trình của Đan Mạch để tiến đến trận chung kết đầu tiên của Anh tại một giải vô địch châu Âu, cũng là trận chung kết đầu tiên của họ kể từ năm 1966, khi họ tổ chức giải vô địch thế giới. Nữ hoàng Anh, Thủ tướng Boris Johnson và chủ tịch Hiệp hội bóng đá Anh, Vương tử William đều chúc mừng đội tuyển Anh với hành trình của họ tại giải, đồng thời chúc đội tuyển may mắn trong trận chung kết.

## Trước trận chung kết

### Tổ trọng tài

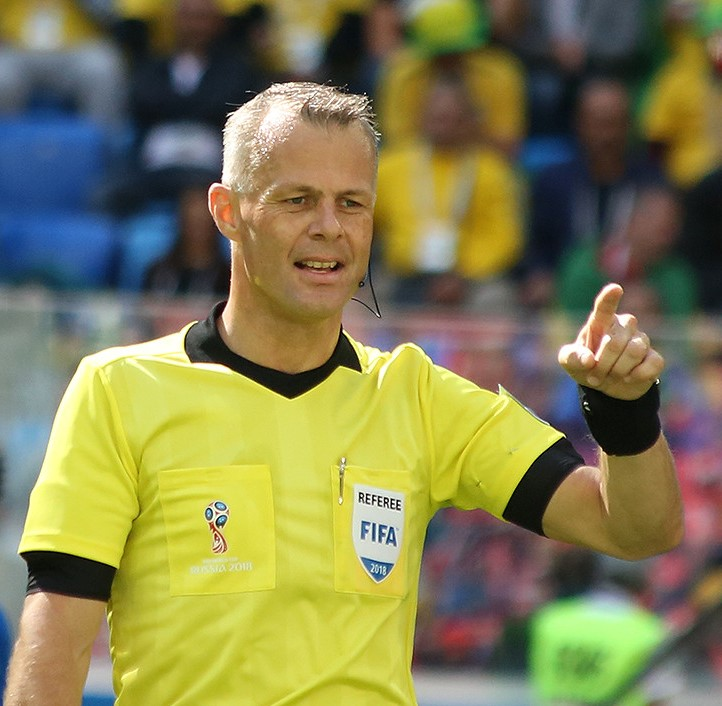
Trọng tài người Hà Lan Björn Kuipers là người được chọn để bắt chính trận chung kết.

Vào ngày 8 tháng 7 năm 2021, ủy ban trọng tài UEFA đã công bố tổ trọng tài cho trận chung kết, do trọng tài 48 tuổi người Hà Lan Björn Kuipers của Hiệp hội bóng đá Hoàng gia Hà Lan bắt chính. Ông sẽ cùng điều khiển trận đấu với ba người đồng hương, Sander van Roekel và Erwin Zeinstra trong vai trò trợ lý, và Pol van Boekel trong vai trò một trong những trợ lý trọng tài VAR. Trọng tài người Tây Ban Nha Carlos del Cerro Grande được chọn làm trọng tài thứ tư, trong khi người đồng hương Juan Carlos Yuste Jiménez sẽ đóng vai trò là trợ lý trọng tài dự bị. Trọng tài người Đức Bastian Dankert được chọn làm trọng tài VAR cho trận đấu này, đây là lần đầu tiên công nghệ này được sử dụng tại trận chung kết một giải vô địch châu Âu, và sẽ cùng hai người đồng hương Christian Gittelmann và Marco Fritz đóng vai trò là hai người trợ lý VAR còn lại.
Kuipers hiện đang là trọng tài FIFA từ năm 2006, và đây sẽ là trọng tài người Hà Lan đầu tiên bắt chính trận chung kết của một giải vô địch châu Âu. Giải vô địch bóng đá châu Âu 2020 là giải đấu quốc tế lớn thứ năm của ông, sau giải vô địch châu Âu vào các năm 2012 và 2016, và giải vô địch bóng đá thế giới vào các năm 2014 và 2018. Trước đó, ông đã từng bắt chính ba trận trong giải đấu này: Đan Mạch v Bỉ và Slovakia v Tây Ban Nha ở vòng bảng, cũng như trận đấu Cộng hòa Séc v Đan Mạch ở vòng tứ kết. Trận đấu này là trận chung kết thứ 9 mà Kuipers bắt chính tại một giải đấu quốc tế, trước đây đã từng bắt chính trận chung kết của nhiều giải đấu trẻ thuộc UEFA cũng như cúp Liên đoàn các châu lục 2013, UEFA Champions League 2013–14, giải vô địch bóng đá U-20 thế giới 2017 và UEFA Europa League 2017–18. Ở trong nước, anh đã bắt chính trận chung kết cúp Hiệp hội Bóng đá Hoàng gia Hà Lan vào các năm 2013, 2016, 2018 và 2021, cũng như Siêu cúp Hà Lan vào các năm 2009 và 2012. Trận chung kết này là lần thứ tư mà Kuipers bắt chính cho các trận đấu của Ý (thắng 1, hòa 1 và thua 2) và là lần thứ ba cho các trận đấu của Anh (thắng 2 và thua 1), trong đó có trận đấu vòng bảng của hai đội tại giải vô địch bóng đá thế giới 2014, trận đấu này Ý thắng 2–1.

### Chọn đội hình
Ý gần như có đầy đủ đội hình với trường hợp ngoại lệ là hậu vệ Leonardo Spinazzola, người đã gặp chấn thương cổ chân trong trận tứ kết của Ý gặp Bỉ. Hậu vệ cánh phải Alessandro Florenzi, người đã bị chấn thương bắp chân trong trận đấu mở màn của giải gặp Ý, đã hồi phục trước trận chung kết nhưng đã mất vị trí xuất phát của mình cho Giovanni Di Lorenzo. Về Anh, cầu thủ tiền vệ Phil Foden vẫn bỏ ngỏ khả năng ra sân với chấn thương nhẹ ở chân, và đã bỏ lỡ buổi tập cuối cùng của Anh vào ngày thứ 7, 10 tháng 7. Anh đã được đội ngũ y tế của Anh kiểm tra trước trận đấu để xem anh có thể thi đấu được hay không.
Ý giữ nguyên hầu như toàn bộ đội hình sau chiến thắng ở trận bán kết gặp Tây Ban Nha, ra sân với đội hình 4–3–3. Huấn luyện viên đội tuyển Anh Gareth Southgate thực hiện một sự thay đổi so với chiến thắng ở trận bán kết gặp Đan Mạch, với việc Kieran Trippier thế chỗ Bukayo Saka. Southgate cũng thực hiện sự thay đổi chiến thuật, bằng cách chuyển từ đội hình 4–2–3–1 mà đã được sử dụng chủ yếu ở giải đấu này sang 3–4–3, đội hình giống như trong trận đấu vòng 16 đội trước Đức, với Trippier và Luke Shaw đóng vai trò là hai hậu vệ cánh.

### Vấn đề về khán giả

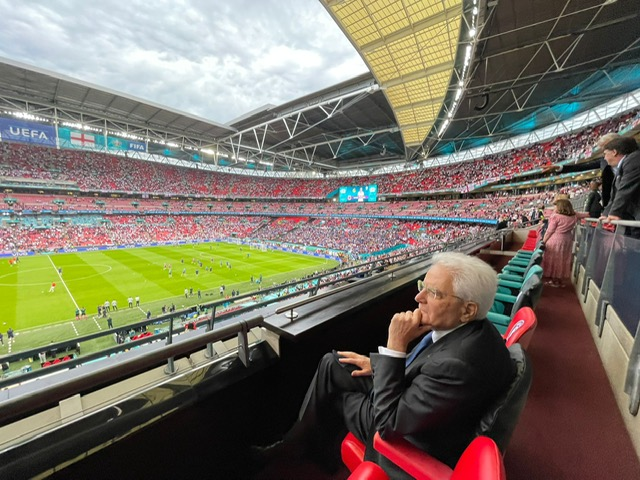
Thủ tướng Ý, Sergio Mattarella, đến sân xem trận chung kết

Hàng nghìn người hâm mộ đã tập trung tại sân vận động Wembley trong suốt buổi sáng và chiều, nhằm đề nghị cảnh sát rằng bất cứ ai không có vé không được du lịch tới đây. Hai tiếng trước trận chung kết, những hình ảnh ngoài sân cho thấy một bộ phận người hâm mộ không có vé đã gây gổ với cảnh sát và bảo vệ nhằm cố gắng vượt qua hàng rào bảo vệ để có thể vào sân. Khoảng 400 người không mua vé đã vào sân tại khu 104. Một lượng lớn người dân cũng đã tụ tập ở quảng trường Leicester để ném chai lọ và những vật dụng khác, cũng như tại quảng trường Trafalgar, nơi mà có khu vực dành cho khán giả có vé tới xem. Sự đụng độ và hỗn loạn này dẫn đến việc cảnh sát đã bắt giữ tổng cộng 86 người, 53 người trong số đó là tại sân Wembley với nhiều tội danh, như gây rối trật tự công cộng, hành hung, uống rượu và làm mất trật tự gây hậu quả nghiêm trọng. 19 cảnh sát đã bị thương, trong đó có một người mất hàm răng và một người khác bị gãy tay. Một người cha của cầu thủ Anh, Harry Maguire, cũng bị ảnh hưởng vì vụ gây rối tại sân vận động này và gặp phải chấn thương xương sườn.
Vào ngày 12 tháng 7 năm 2021, một ngày sau trận chung kết, Hiệp hội bóng đá Anh cho biết họ sẽ mở cuộc điều tra toàn diện về việc vì sao những người không có vé lại có thể vượt qua hàng rào an ninh và vào sân vận động Wembley để xem trận chung kết.
Vào ngày 16 tháng 7, hai người đã bị bắt giữ với cáo buộc cướp tài sản nhằm giúp những cổ động viên không có vé vào sân gây bạo loạn trên sân vận động Wembley trước trận chung kết.

### Lễ bế mạc
Trước khi bắt đầu trận đấu, lễ bế mạc đã được UEFA tổ chức từ 19:45. Một bản sao dưới dạng hơi của chiếc cúp Henri Delaunay được đưa vào sân sau khi màn biểu diễn ánh sáng và pháo hoa đã hoàn thành. Những người lính đội mũ da gấu chơi kèn và đội bay Red Arrows thực hiện màn biểu diễn trên không trên sân Wembley nhằm ủng hộ đội tuyển Anh, trước khi những vũ công thực hiện những điệu nhảy trên nền nhạc của những bài hát nổi tiếng của DJ người Hà Lan Martin Garrix.
Quốc ca của mỗi nước đều đã được cử hành trước khi bắt đầu trận đấu; một số cổ động viên Anh trên khán đài đã la ó khi quốc ca Ý vang lên bất chấp việc huấn luyện viên Anh Gareth Southgate và những cựu cầu thủ khuyên không nên làm như vậy. Quả bóng chính thức đã được mô hình ô tô thu nhỏ điều khiển từ xa của xe Volkswagen ID.4 đưa ra giữa sân, như đã được thực hiện trong suốt giải đấu này, trong màu sắc cầu vồng, biểu tượng nhằm ủng hộ quyền LGBT quốc tế. Cả hai bên đều đã quỳ gối trước tiếng còi khai cuộc, như Anh đã làm trước tất cả các trận đấu trong giải đấu này.

### Khách mời nổi tiếng

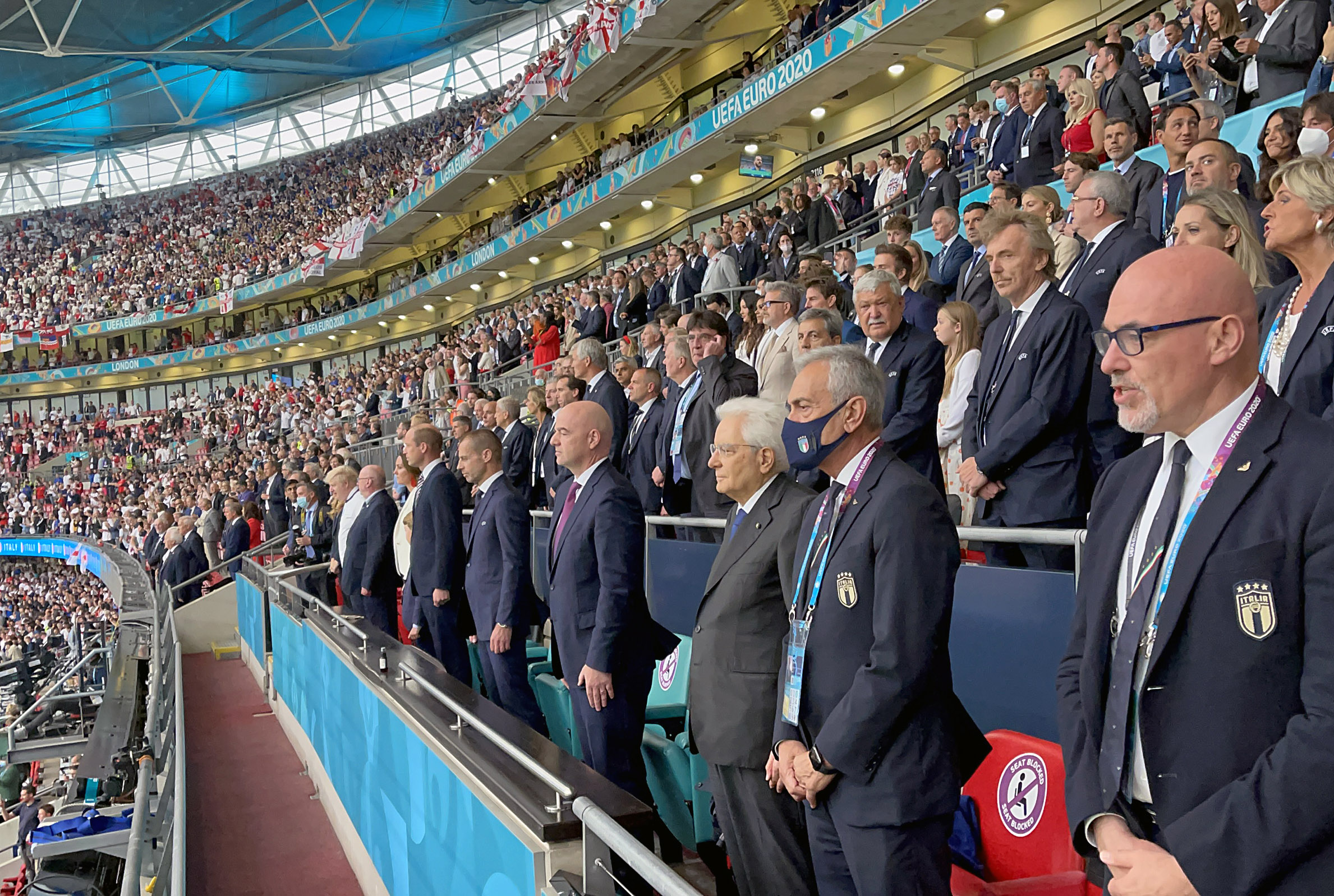
Những khách mời nổi tiếng trên khu vực trang trọng của sân Wembley

Trận chung kết có sự tham dự của nhiều chính trị gia nổi tiếng và nhà lãnh đạo quốc tế, trong đó có Tổng thống Ý Sergio Mattarella, Thủ tướng Anh Boris Johnson, Vương tôn William, Công tước xứ Cambridge, vợ Catherine và con của họ George. Ngoài ra, trong trận đấu còn có sự xuất hiện của những người nổi tiếng thuộc giới kinh doanh như Tom Cruise và Kate Moss, cũng như các cựu cầu thủ và huấn luyện viên như David Beckham, Geoff Hurst và Fabio Capello.

## Trận chung kết

### Tóm tắt

#### Hiệp 1

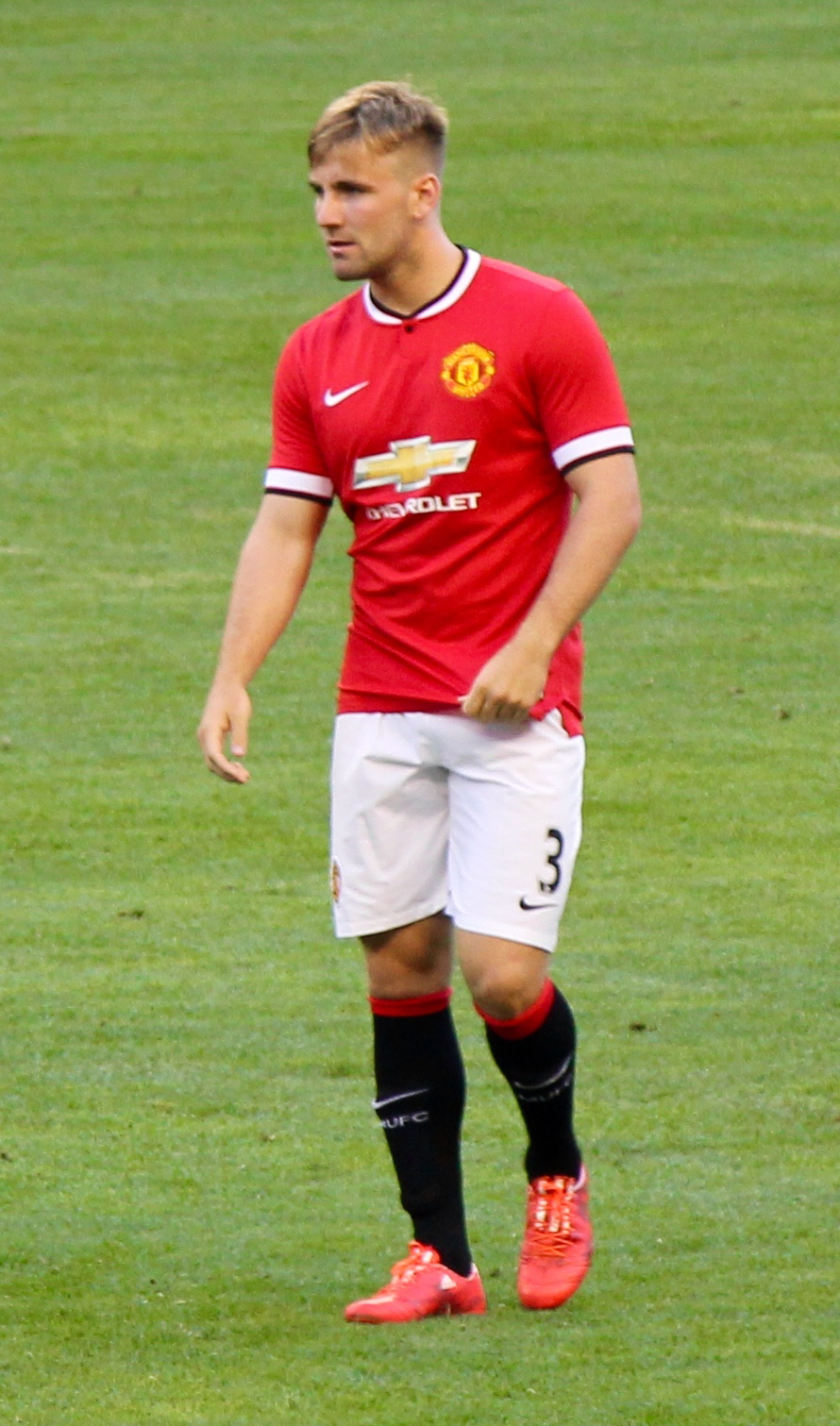
Luke Shaw ghi bàn cho Anh ở 1 phút và 57 giây, bàn thắng nhanh nhất được ghi tại một trận chung kết Euro.

Trận đấu bắt đầu vào lúc 20:00 giờ địa phương (19:00 UTC), trong điều kiện nhiều mây và có mưa, trước 67,173 khán giả, và Ý chơi trong bộ trang phục áo xanh, quần xanh đậm và tất xanh, trong khi Anh chơi trong bộ trang phục áo trắng, quần trắng và tất trắng. Cầu thủ Harry Maguire đội tuyển Anh đã cho đối thủ một quả phạt góc ở phút đầu tiên sau đường chuyền không thành công về cho thủ thành Jordan Pickford, nhưng chính Maguire đã cản phá để giải nguy. Anh sau đó thực hiện một tình huống phản công, khi mà Harry Kane chuyền bóng cho Kieran Trippier, cầu thủ đang chạy về bên phía cánh phải của sân. Trippier căng ngang bóng sang khu vực vòng cấm cho Luke Shaw, và Shaw đã ghi bàn thắng đầu tiên cho đội chủ nhà sau một pha bắt volley cận thành bằng chân trái. Lúc đó là 1 phút và 57 giây, đây là bàn thắng nhanh nhất trong trận chung kết giải vô địch châu Âu. Ở phút thứ 8, Ý được hưởng quả đá phạt ngay sát khu vực ngoài vòng cấm, do Lorenzo Insigne thực hiện; anh sút thẳng, nhưng bóng đã vọt qua xà. Trận đấu đã bắt đầu với nhịp độ nhanh, và cầu thủ Kyle Walker của Anh lại mở một pha phản công ở phút thứ 10, chuyền qua cho Trippier là người có khoảng trống để chạy tiếp. Trippier thực hiện quả căng ngang được dự định là cho Raheem Sterling, nhưng nó đã bị Giorgio Chiellini của Ý chặn lại. Anh tiếp tục tấn công, đầu tiên là Trippier, người lại có khoảng trống để chạy ở bên phía cánh phải và giúp cho Anh có quả phạt góc, khi mà cơ hội của anh đã bị thủ thành đội tuyển Ý Gianluigi Donnarumma cản phá. Ở phút thứ 15, Mason Mount lại giúp Anh có quả phạt góc khi mà tình huống dâng lên của anh đã buộc cầu thủ Jorginho của Ý phải phá bóng từ phía sau.
Ý bắt đầu giành được quyền kiểm soát bóng kể từ thời điểm phút thứ 15, nhà báo Scott Murray The Guardian bình luận tại thời điểm này rằng "đã có dấu hiệu cho thấy [Ý] đang trở lại sau khởi đầu ác mộng". Ở phút thứ 20, họ có cơ hội để chuyền lên cho Marco Verratti và Insigne sau khi Kane mất bóng, nhưng tình huống kết thúc bằng việc Chiellini phạm lỗi với Kane. Jorginho sau đó đã gặp chấn thương và phải rời sân trong vòng 5 phút, nhưng sau đó vẫn có thể tiếp tục. Ở phút thứ 24, Federico Chiesa nhận thấy có khoảng trống ở bên phía cánh phải, nên thực hiện một đường căng ngang vào trong khu vực vòng cấm, nhưng Anh đã chặn được pha căng này. Pha phản công của Ý ở phút thứ 28 kết thúc bằng cú sút trượt ra ngoài của Insigne. Sau đó anh tiếp tục có cơ hội để tiến vào khu vực của đội tuyển Anh ỏ phút thứ 32, sau khi Ý có cơ hội dâng cao và chuyền sang bên phía cánh trái, nhưng hàng thủ của Anh một lần nữa cản phá được cơ hội này.
Ở một vài thời điểm, Anh không thể cầm được bóng khi mà họ có lại được bóng, nhưng đến phút thứ 34 họ có cơ hội tốt để nhân đôi cách biệt khi mà Kane chuyền bóng cho Sterling ở bộ ba hàng tấn công. Sterling chuyền cho Mount, và anh có cơ hội chuyền lại cho Sterling, nhưng Ý đã chặn được để tránh một bàn thua trông thấy. Một phút sau Ý lại có cơ hội, khi mà Chiesa vượt qua Shaw và Declan Rice của Anh trước khi tiếp cận khung thành và sút từ khoảng cách 25 thước Anh (23 m). Pickford đã cản được cú sút này, nhưng cú sút của anh đã đi sát ra mép ngoài khung thành. Ngay trước khi hiệp 1 khép lại, Ý có cơ hội mà Murray cho biết đây là "tình huống đáng chú ý nhất trận đấu", Giovanni Di Lorenzo căng ngang cho Ciro Immobile, cách khung thành 12 thước Anh (11 m), nhưng John Stones chặn được cú sút này và cơ hội tiếp theo của Verratti đã bị Pickford bắt bài. Ý lại có thêm một cơ hội nữa, khi Leonardo Bonucci thực hiện cú sút xa, nhưng cú sút quá cao. Trọng tài sau đó thổi còi khép lại hiệp 1 của trận đấu, với việc Anh dẫn trước với tỷ số 1–0. Ý có tỷ lệ kiểm soát bóng vượt trội ở hiệp 1, nhưng hàng phòng ngự của Anh đã khiến cho cơ hội tấn công của họ chỉ dừng lại ở một cú sút trúng đích.

#### Hiệp 2

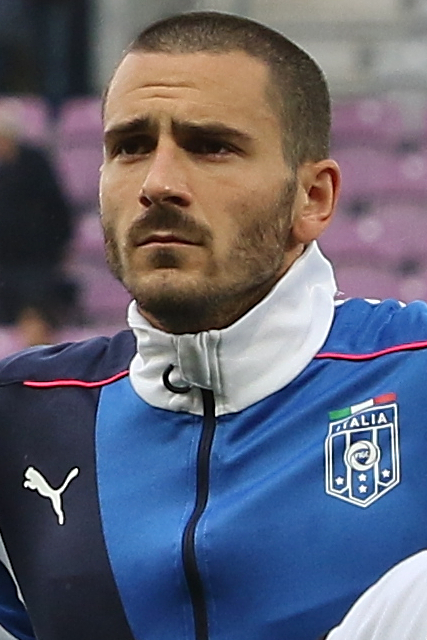
Cầu thủ Leonardo Bonucci của Ý đã ghi bàn ở phút thứ 67, gỡ hòa và trở thành cầu thủ nhiều tuổi nhất ghi bàn tại một trận chung kết Euro.

Anh phát bóng để bắt đầu hiệp 2. Cầu thủ Nicolò Barella của Ý nhận thẻ vàng đầu tiên của trận đấu sau pha phạm lỗi với Kane. Sterling sau đó đưa bóng vào khung thành của Ý, giữa Bonucci và Chiellini trước khi bị ngã xuống đất. Sterling muốn một quả phạt đền, nhưng trọng tài xác định không có lỗi. Ý có cơ hội thực hiện quả đá phạt ngay sát vòng cấm của Anh ở phút thứ 50, khi Sterling phạm lỗi với Insigne; anh thực hiện cú dứt điểm ngay, nhưng một lần nữa bóng lại đi ra ngoài. Hai phút sau, Chiesa chạy sang phía cánh phải trước khi thực hiện đường căng ngang dài cho Insigne. Walker chặn đường bóng, đánh đầu về cho Pickford, sau đó Insigne lại có cơ hội chạy sang phía cánh trái và tiếp cận khung thành đội tuyển Anh, trước khi tiếp tục sút trượt ra ngoài khung thành. Ý thực hiện sự thay đổi người đầu tiên của trận đấu ở phút thứ 54, đưa Bryan Cristante và Domenico Berardi vào sân thay cho Immobile và Barella.
Ở phút thứ 55, Bonucci phạm lỗi với Sterling từ phía sau và nhận thẻ vàng từ trọng tài. Quả đá phạt của Anh tìm đến Maguire cách khung thành 8 thước Anh (7 m), nhưng cú đánh đầu của anh đã đưa bóng vọt xà ngang. Ý sau đó thực hiện phát bóng từ phần sân bên kia; cú sút của Chiesa đổi hướng sang cho Insigne, anh thực hiện cú sút hiểm hóc vào khung thành, nhưng Pickford đã cứu thua. Giống như những gì diễn ra trong hiệp 1, Ý bắt đầu kiểm soát bóng. Ngay sau khi đồng hồ điểm sang phút 60, Chiesa đưa bóng dọc khu vực vòng cấm của đội tuyển Anh, trước khi có khoảng trống để sút vào khung thành, cú sút này một lần nữa bị Pickford cản phá. Anh kiểm soát bóng vài phút sau tình huống này, khi Shaw mở đường tấn công sang cánh trái nhưng đường chuyền của anh không thể tới được Mount. Ý lại thực hiện một pha tấn công vào phút thứ 66, khi Chiesa thực hiện một đường treo bóng ở bên phía cánh trái. Insigne có cơ hội ghi bàn từ khoảng cách 6 thước Anh (5 m), nhưng anh không thể nhảy đủ cao để đánh đầu. Một phút sau, Ý giành được một quả phạt góc từ một pha phá bóng bằng đầu của Maguire,  bóng được Cristante chuyền bằng đầu cho Verratti dứt điểm cận thành bằng cú đánh đầu hiểm hóc; bóng dội cột dọc, nhưng trung vệ Bonucci đã kịp lao vào đá bồi để gỡ hòa cho Ý. Ở 34 năm và 71 ngày, Bonucci trở thành cầu thủ lớn tuổi nhất ghi bàn tại một giải vô địch châu Âu.
Với tỷ số hòa 1–1, huấn luyện viên đội tuyển Anh Southgate thực hiện sự thay đổi người chiến thuật, đem cầu thủ tấn công Bukayo Saka vào sân thế chỗ cho Trippier và chuyển sang đội hình 4–3–3. Sau một tình huống tấn công của Ý ở phút thứ 73, kết thúc khi Berardi không thể kiểm soát bóng trong vòng cấm của Anh khi đã chạy sang phía sau hàng phòng ngự của Anh, Southgate thực hiện sự thay đổi thứ hai, đem Jordan Henderson vào thế chỗ cho Rice. Ý tiếp tục chiếm quyền kiểm soát, khi gần như mọi tình huống đều diễn ra ở nửa phần sân của Anh. Phút thứ 80, Chiesa chạy sang phía cánh trái, vượt qua Walker và Saka, trước khi bị Phillips ngăn cản và ngã xuống sân. Trọng tài xác định đây là một pha truy cản hợp lệ; tuy nhiên, Chiesa đã bị thương và phải rời khỏi sân. Anh cố gắng tiếp tục thi đấu nhưng cuối cùng phải nhường chỗ cho Federico Bernardeschi ở phút thứ 86. Trong khi đó, Anh đã có cơ hội khi Mount đưa bóng vào khu vực vòng cấm của Ý và chuyền sang cho Saka, nhưng anh không thể kiểm soát được bóng. Insigne sau đó phải nhận thẻ vàng vì phạm lỗi với Phillips; quả đá phạt của Anh đã bị Ý cản phá và đến vị trí của Shaw, cú sút của anh sau đó đã đưa bóng vọt xà ngang. Ở phút thứ 87, trận đấu đã phải tạm dừng sau khi một cổ động viên chạy vào sân. Phút thứ 89, Sterling tiếp cận vòng cấm từ phía cánh trái, nhưng bóng đã đi ra ngoài dẫn đến quả phát bóng lên dưới sức ép từ Bonucci và Chiellini. Quả đá phạt của Anh trong phút bù giờ tìm đến Stones, nhưng anh không thể ghi bàn. Sau khi Ý có cơ hội từ đường chuyền bóng bên phía cánh phải cho Cristante, Walker đưa bóng tới thủ thành Pickford. Ở tình huống cuối cùng, Saka đã thoát được khỏi sự truy cản của Chiellini bên cánh phải. Chiellini kéo áo của Saka từ phía sau, khiến anh bị ngã. Chiellini nhận thẻ vàng do lỗi truy cản, nhưng cơ hội tấn công đã bị chặn, kết quả là quả đá phạt nguy hiểm đã trôi qua, và trận đấu bước vào hiệp phụ với tỷ số 1–1.

#### Hiệp phụ
Huấn luyện viên đội tuyển Ý Roberto Mancini thực hiện sự thay đổi người sớm trong hiệp phụ, đưa vào sân Andrea Belotti thay cho Insigne, cầu thủ cuối cùng trong số ba tiền đạo có mặt tại đội hình ra sân. Ông tiếp tục thay Verratti bằng Manuel Locatelli. Ở phút thứ 96, Sterling chạy bên phía cánh trái, sau khi nhận được đường chuyền từ Henderson. Trong tình huống mà phần bình luận trực tiếp của Sky Sports nói đây là "tình huống tốt, rất tốt cho Anh", Sterling cố gắng chuyền bóng cho Kane hoặc Saka ở giữa sân, nhưng Chiellini của Ý đã phá bóng để cho Anh quả phạt góc. Cơ hội từ quả phạt góc cho Anh bắt đầu từ Phillips, nhưng cú đá của anh là hơi cao và Donnarumma đã cản được. Ở phút thứ 99, Jack Grealish của Anh vào sân, thế chỗ Mount. Phillips bị phạm lỗi ngay sau đó ở sát vòng cấm, nhưng trọng tài cho hưởng lợi thế thay vì cho Anh quả đá phạt và tình huống tấn công đã kết thúc. Grealish có cơ hội tấn công đầu tiên ở phút thứ 101, khi đã đưa bóng vào vòng cấm và chuyền cho Saka, nhưng bóng đã đổi hướng và không thể tới được anh. Ý có cơ hội sau đó ở phút thứ 103, khi Emerson vượt qua Walker và căng ngang cho Bernardeschi. Hậu vệ cánh của Ý không thể chạm được vào bóng và Pickford đã đấm bóng giải nguy. Hiệp phụ đầu tiên kết thúc với tỷ số vẫn là 1–1.
Maguire khiến cho Anh phải nhận thẻ vàng đầu tiên của buổi tối hôm đó sau pha phạm lỗi với Belotti ở phút thứ 106. Quả đá phạt sau đó do Bernardeschi thực hiện đã đưa bóng vượt qua hàng rào, nhưng Pickford đã cứu thua trước khi phá bóng ra để khép lại tình huống nguy hiểm này. Ở phút thứ 108, Walker thực hiện một cú ném biên mạnh vào vòng cấm của Ý, nhưng Ý đã phá bóng và bóng tìm tới Kane; đội trưởng Anh căng ngang và đưa bóng vào, nhưng Donnarumma đã ngăn cản Stones vừa kịp khỏi cú đánh đầu của anh để ghi bàn thắng quyết định. Sterling vượt qua Chiellini sát đường biên ngang của Ý ở phút thứ 111, nhưng sau đó Ý đã giành lại quyền kiểm soát bóng và phá bóng thành công. Hai phút sau, Jorginho phạm lỗi với Grealish khi họ đang tranh chấp bóng, anh giẫm lên đùi và nhận thẻ vàng. Khi thời gian hiệp phụ sắp kết thúc, cả hai đội thực hiện những sự thay đổi người cuối cùng; Alessandro Florenzi bên Ý vào sân để thế chỗ Emerson, trong khi Jadon Sancho và Marcus Rashford thế chỗ cho Walker và Henderson bên Anh. Với việc không có thêm một tình huống đáng chú ý nào, trận đấu kết thúc với tỷ số 1–1 sau hiệp phụ và bước vào loạt sút luân lưu.

#### Loạt sút luân lưu
Ý thực hiện loạt sút luân lưu đầu tiên tại khu vực cầu môn nơi có nhiều cổ động viên Anh ngồi sau khu vực cầu môn. Berardi là người thực hiện lượt sút đầu tiên cho Ý, và anh đã thành công với cú đá đánh lừa được thủ môn bên phía đội chủ nhà. Kế đến, tiền đạo đội trưởng của Anh là Harry Kane cũng đã thực hiện thành công bằng một cú đá hiểm hóc vào góc dưới bên trái cầu môn, cho dù thủ môn Donnarumma của Ý đã bay người đúng hướng. Thủ thành của đội tuyển Anh - Pickford sau đó đã cứu thua thành công quả đá của Belotti, trước khi Maguire tung cú đá uy lực và chính xác vào góc cao bên phải cầu môn để giúp Anh có lợi thế dẫn trước 2–1. Sau đó, Bonucci đã thực hiện thành công lượt đá thứ ba cho Ý bằng cú đá hiểm hóc ở tầm cao, đánh bại Pickford để cân bằng tỷ số 2–2. Kịch tính được đẩy lên cao khi cầu thủ vào sân thay người ở những phút cuối Rashford sút trúng cột dọc ở quả đá luân lưu thứ ba của Anh sau bước chạy đà chần chừ của anh, cho dù thủ thành của Ý Donnarumma đã đoán sai hướng. Đến lượt đá thứ tư, Bernardeschi lại đưa Ý dẫn trước với tỷ số 3-2 với cú sút tầm thấp tới giữa cầu môn. Và chỉ sau cú đá thiếu chính xác trước đó của Rashford, cú sút về bên phải của một cầu thủ vào sân thay người khác ở những phút cuối của Anh là Sancho bị Donnarumma cản phá. Ý vẫn đang dẫn trước 3-2 sau bốn lượt đá của cả hai bên, và nếu cú sút tiếp theo thành công, đội tuyển Ý chính thức lên ngôi vô địch. Jorginho, tiền vệ đã chơi rất hay ở kì Euro lần này, được giao trọng trách thực hiện lượt sút rất quan trọng này, trước sự chứng kiến và hồi hộp của các cầu thủ hai đội và các cổ động viên đang có mặt trên sân Wembley. Anh bước lên để thực hiện quả đá quyết định nhằm có thể đem về chiến thắng ở loạt luân lưu cho Ý, chờ đợi việc lặp lại kỳ tích từ chiến thắng trên loạt sút luân lưu ở trận bán kết trước Tây Ban Nha. Tuy vậy, cú sút theo kiểu nhảy chân sáo quen thuộc của anh về bên trái khung thành đã bị Pickford đẩy trúng cột dọc và sau đó bị tóm gọn. Tỷ số vẫn là 3–2 nghiêng về Ý, đội tuyển Anh vẫn còn một lượt đá cuối cùng. Tài năng trẻ Saka của Anh được giao trọng trách đứng lên thực hiện quả đá luân lưu thứ năm mang tính sống còn của đội chủ nhà nhằm hy vọng cân bằng tỷ số và đưa loạt sút luân lưu vào những quả đá tiếp theo. Tuy nhiên, thủ thành Donnarumma đã bay người cản phá thành công để giúp Ý giành chức vô địch thứ hai ở giải đấu lớn nhất cấp độ châu lục, trước sự vui sướng của các đồng đội, ban huấn luyện, cổ động viên nhà và sự chết lặng của hàng vạn cổ động viên của đội chủ nhà Anh đang có mặt tại sân Wembley.

### Chi tiết
| Ý                                                       | 1–1 (s.h.p.) | Anh                                         |
| ------------------------------------------------------- | ------------ | ------------------------------------------- |
| - Bonucci 67'                                           | Chi tiết     | - Shaw 2'                                   |
| Loạt sút luân lưu                                       |              |                                             |
| - Berardi - Belotti - Bonucci - Bernardeschi - Jorginho | 3–2          | - Kane - Maguire - Rashford - Sancho - Saka |

| Ý | Anh |

| TM                  | 21 | Gianluigi Donnarumma  |       |      |
| HV                  | 2  | Giovanni Di Lorenzo   |       |      |
| HV                  | 19 | Leonardo Bonucci      | 55'   |      |
| HV                  | 3  | Giorgio Chiellini (c) | 90+6' |      |
| HV                  | 13 | Emerson               |       | 118' |
| TV                  | 8  | Jorginho              | 114'  |      |
| TV                  | 18 | Nicolò Barella        | 47'   | 54'  |
| TV                  | 6  | Marco Verratti        |       | 96'  |
| TĐ                  | 14 | Federico Chiesa       |       | 55'  |
| TĐ                  | 10 | Lorenzo Insigne       | 85'   | 91'  |
| TĐ                  | 17 | Ciro Immobile         |       | 55'  |
| Vào sân thay người: |    |                       |       |      |
| TV                  | 16 | Bryan Cristante       |       | 54'  |
| TĐ                  | 11 | Domenico Berardi      |       | 55'  |
| TV                  | 20 | Federico Bernardeschi |       | 86'  |
| TĐ                  | 9  | Andrea Belotti        |       | 91'  |
| TV                  | 5  | Manuel Locatelli      |       | 96'  |
| HV                  | 24 | Alessandro Florenzi   |       | 118' |
| Huấn luyện viên:    |    |                       |       |      |
| Roberto Mancini     |    |                       |       |      |

| TM                  | 1  | Jordan Pickford  |      |      |      |
| HV                  | 2  | Kyle Walker      |      | 120' |      |
| HV                  | 5  | John Stones      |      |      |      |
| HV                  | 6  | Harry Maguire    | 106' |      |      |
| HV                  | 12 | Kieran Trippier  |      | 70'  |      |
| HV                  | 3  | Luke Shaw        |      |      |      |
| TV                  | 14 | Kalvin Phillips  |      |      |      |
| TV                  | 4  | Declan Rice      |      | 74'  |      |
| TĐ                  | 19 | Mason Mount      |      | 99'  |      |
| TĐ                  | 10 | Raheem Sterling  |      |      |      |
| TĐ                  | 9  | Harry Kane (c)   |      |      |      |
| Vào sân thay người: |    |                  |      |      |      |
| TĐ                  | 25 | Bukayo Saka      |      | 70'  |      |
| TV                  | 8  | Jordan Henderson |      | 74'  | 120' |
| TĐ                  | 7  | Jack Grealish    |      | 99'  |      |
| TĐ                  | 11 | Marcus Rashford  |      | 120' |      |
| TĐ                  | 11 | Jadon Sancho     |      | 120' |      |
| Huấn luyện viên:    |    |                  |      |      |      |
| Gareth Southgate    |    |                  |      |      |      |

| Cầu thủ xuất sắc nhất trận: Leonardo Bonucci (Ý) Trợ lý trọng tài: Sander van Roekel (Hà Lan) Erwin Zeinstra (Hà Lan) Trọng tài thứ tư: Carlos del Cerro Grande (Tây Ban Nha) Trợ lý trọng tài dự bị: Juan Carlos Yuste Jiménez (Tây Ban Nha) Trọng tài VAR: Bastian Dankert (Đức) Các trợ lý trọng tài VAR: Pol van Boekel (Hà Lan) Christian Gittelmann (Đức) Marco Fritz (Đức) | Luật của trận đấu - 90 phút - 30 phút của hiệp phụ nếu cần thiết - Loạt sút luân lưu nếu vẫn có tỷ số hòa - Có tối đa 12 cầu thủ dự bị - Được phép thay tối đa 5 cầu thủ dự bị, và được phép thay thêm 1 cầu thủ dự bị thứ sáu trong hiệp phụ |

### Thống kê
| Thống kê              | Ý   | Anh |
| --------------------- | --- | --- |
| Số bàn thắng được ghi | 0   | 1   |
| Tổng số cú sút        | 6   | 1   |
| Số cú sút trúng đích  | 1   | 1   |
| Số pha cản phá        | 0   | 1   |
| Kiểm soát bóng        | 62% | 38% |
| Số quả phạt góc       | 1   | 2   |
| Số pha phạm lỗi       | 6   | 5   |
| Việt vị               | 2   | 1   |
| Thẻ vàng              | 0   | 0   |
| Thẻ đỏ                | 0   | 0   |

| Thống kê              | Ý   | Anh |
| --------------------- | --- | --- |
| Số bàn thắng được ghi | 1   | 0   |
| Tổng số cú sút        | 9   | 3   |
| Số cú sút trúng đích  | 4   | 0   |
| Số pha cản phá        | 0   | 3   |
| Kiểm soát bóng        | 65% | 35% |
| Số quả phạt góc       | 1   | 2   |
| Số pha phạm lỗi       | 10  | 2   |
| Việt vị               | 0   | 0   |
| Thẻ vàng              | 4   | 0   |
| Thẻ đỏ                | 0   | 0   |

| Thống kê              | Ý   | Anh |
| --------------------- | --- | --- |
| Số bàn thắng được ghi | 0   | 0   |
| Tổng số cú sút        | 5   | 2   |
| Số cú sút trúng đích  | 1   | 0   |
| Số pha cản phá        | 0   | 1   |
| Kiểm soát bóng        | 57% | 43% |
| Số quả phạt góc       | 1   | 1   |
| Số pha phạm lỗi       | 5   | 6   |
| Việt vị               | 3   | 0   |
| Thẻ vàng              | 1   | 1   |
| Thẻ đỏ                | 0   | 0   |

| Thống kê              | Ý   | Anh |
| --------------------- | --- | --- |
| Số bàn thắng được ghi | 1   | 1   |
| Tổng số cú sút        | 20  | 6   |
| Số cú sút trúng đích  | 6   | 1   |
| Số pha cản phá        | 0   | 5   |
| Kiểm soát bóng        | 62% | 38% |
| Số quả phạt góc       | 3   | 5   |
| Số pha phạm lỗi       | 21  | 13  |
| Việt vị               | 5   | 1   |
| Thẻ vàng              | 5   | 1   |
| Thẻ đỏ                | 0   | 0   |

## Sau trận chung kết

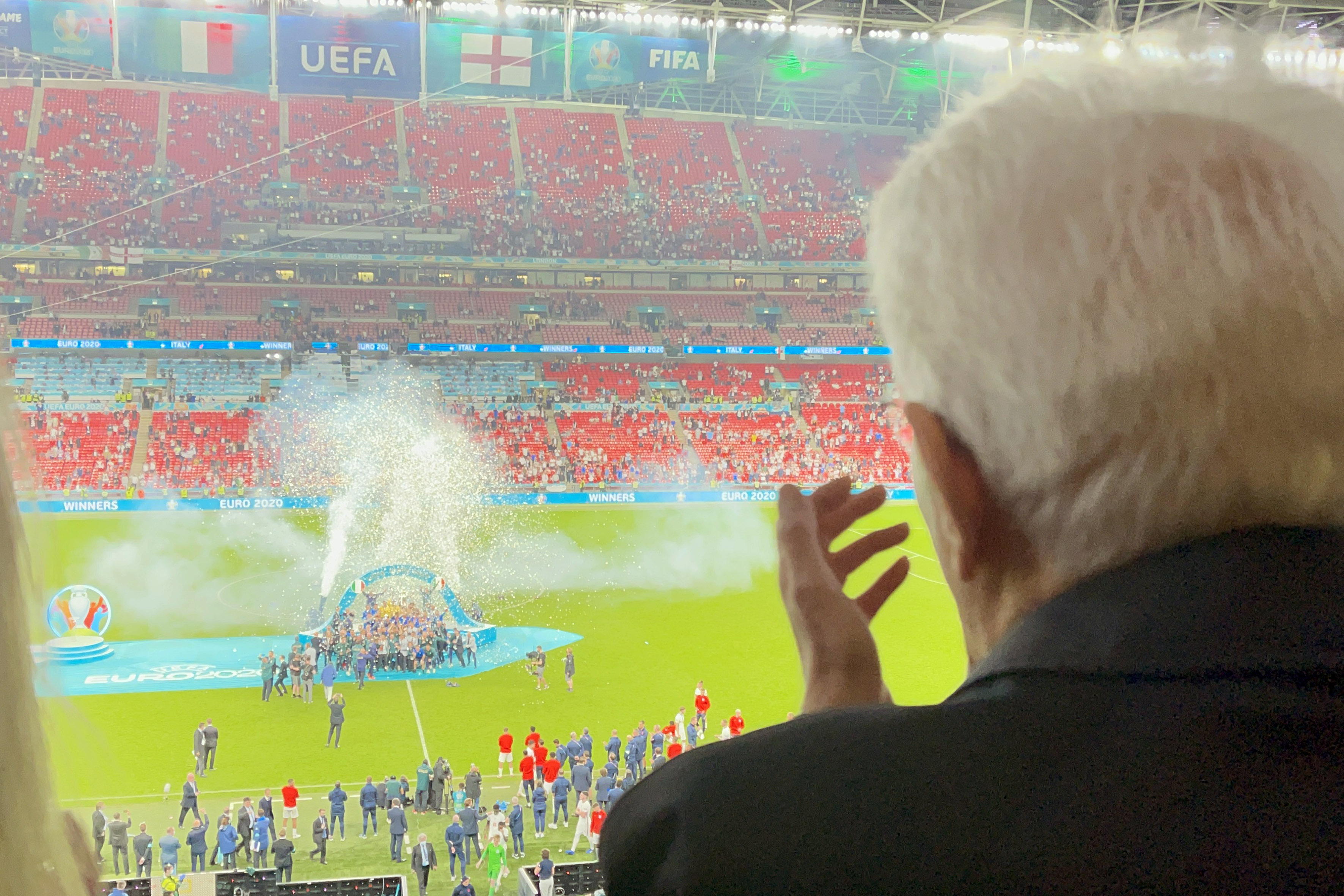
Đội tuyển bóng đá quốc gia Ý vô địch Euro 2020

Chủ tịch UEFA Aleksander Čeferin xuất hiện trên bục ở lễ trao giải để trao huy chương, cùng với thư ký UEFA Theodore Theodoridis, chủ tịch FIGC Gabriele Gravina và người lãnh đạo Hiệp hội bóng đá Anh Peter McCormick. Eder, người ghi bàn thắng quyết định cho Bồ Đào Nha trong trận chung kết trước đó, đem chiếc cúp lên chiếc bục nhận giải. Phần lớn các cầu thủ Anh ngay lập tức bỏ huy chương về nhì ra khỏi cổ của họ. Čeferin cũng đã trao chiếc cúp vô địch cho đội trưởng Ý Giorgio Chiellini. Chiến thắng trên chấm luân lưu đã giúp Ý bảo vệ thành công chức vô địch châu Âu, 53 năm sau danh hiệu đầu tiên của họ vào năm 1968, đây là khoảng thời gian lâu nhất giữa hai lần vô địch châu Âu. Họ cũng đã trở thành đội thứ tư có được chức vô địch châu Âu nhiều lần, sánh ngang với hai lần vô địch của Pháp và chỉ cách một chức vô địch nữa để đạt được mốc 3 lần vô địch của Tây Ban Nha và Đức. Đây là trận chung kết thứ 7 của giải vô địch châu Âu phải bước vào hiệp phụ (sau các năm 1960, 1968, 1976, 1996, 2000, và 2016), và là trận đấu thứ 2 phải phân định bằng loạt sút luân lưu (sau năm 1976). Ý trở thành đội bóng đầu tiên giành chiến thắng ở hai loạt sút luân lưu trong cùng một giải vô địch châu Âu. Đây cũng là lần thứ ba mà một đội bóng giành chiến thắng trong trận chung kết sau khi bị dẫn trước trong hiệp 1 (sau các năm 1960 và 1968).

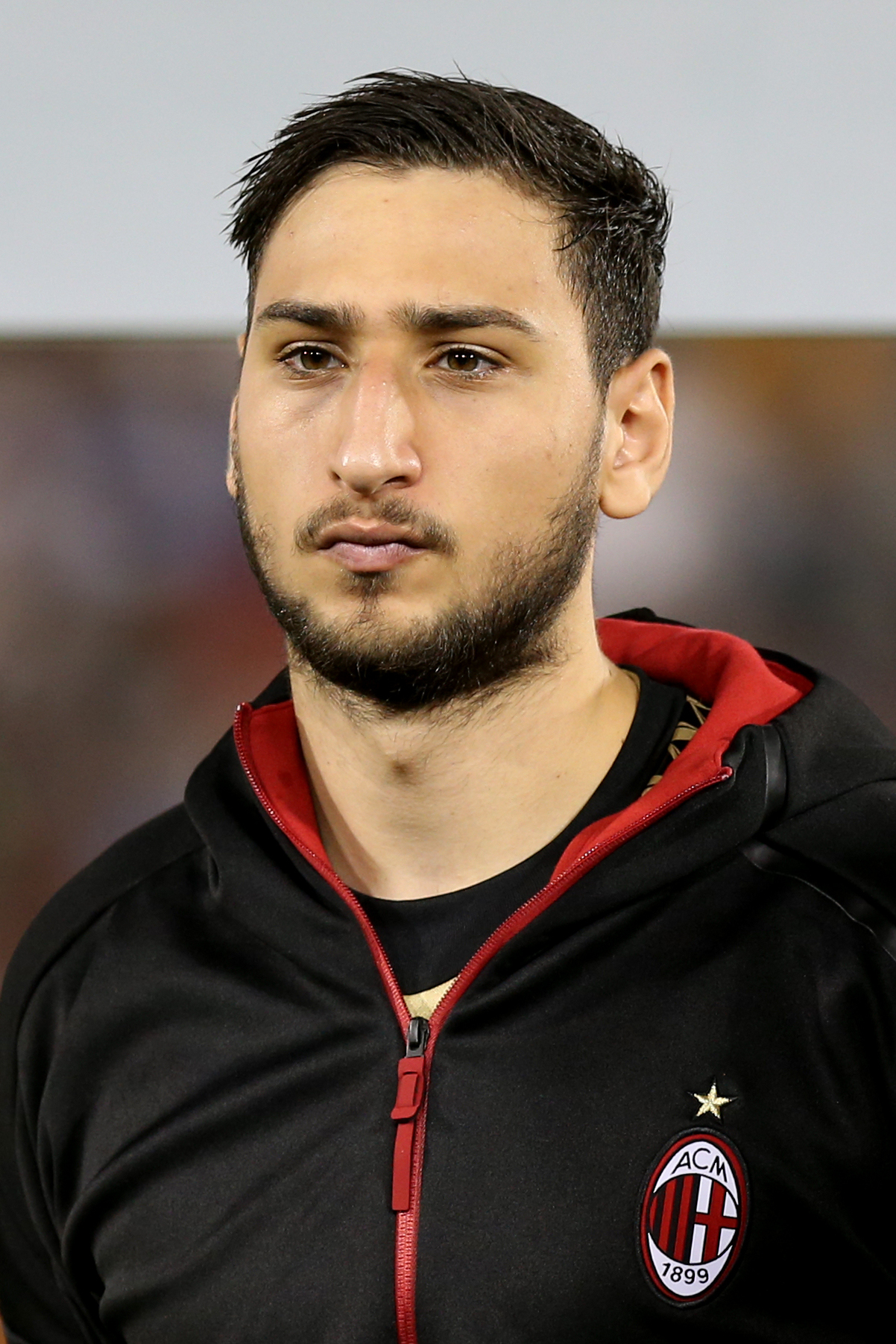
Gianluigi Donnarumma của Ý trở thành thủ môn đầu tiên nhận được giải thưởng Cầu thủ xuất sắc nhất giải vô địch bóng đá châu Âu.

Hậu vệ đội tuyển Ý Leonardo Bonucci được bầu chọn làm cầu thủ xuất sắc nhất trận đấu, trong khi đồng đội của anh là Gianluigi Donnarumma nhận được giải thưởng Cầu thủ xuất sắc nhất giải vô địch bóng đá châu Âu, đây là lần đầu tiên một thủ môn giành được giải thưởng này. 5 cầu thủ của đội tuyển Ý có trong đội hình tiêu biểu của giải vô địch bóng đá châu Âu là thủ thành Gianluigi Donnarumma, các hậu vệ Leonardo Bonucci và Leonardo Spinazzola, trung vệ Jorginho, và tiền đạo Federico Chiesa. Hậu vệ Harry Maguire và Kyle Walker, cũng như tiền đạo Raheem Sterling của Anh cũng có trong đội hình này. Trung vệ đội tuyển Ý Jorginho trở thành cầu thủ thứ 10 góp mặt và giành chiến thắng trận chung kết của cả UEFA Champions League và giải vô địch châu Âu trong cùng một mùa giải, trước đó đã giành chiến thắng trong trận chung kết Champions League cùng với Chelsea sáu tuần trước đó. Đội tuyển Ý ăn mừng chức vô địch của họ bằng cuộc diễu hành tại Rome một ngày sau trận chung kết vào ngày 12 tháng 7, với hàng nghìn người tham dự, họ đã diễu hành từ khu vườn Villa Borghese đến cung điện Quirinal. Tại cung điện Chigi, họ đã gặp gỡ thủ tướng Ý Mario Draghi. Vào ngày 16 tháng 7, cả 26 cầu thủ trong đội hình chính thức của Ý tại giải đấu được trao tặng Huân chương Cộng hòa Ý.

### Lạm dụng trên mạng
Sau trận đấu, một số cầu thủ của đội tuyển Anh như Bukayo Saka, Jadon Sancho và Marcus Rashford đã bị nhiều người quá khích chỉ trích nặng nề (mang xu hướng phân biệt chủng tộc) trên mạng xã hội sau khi đã đá hỏng những quả đá luân lưu. Cả ba cầu thủ này là người giao trọng trách đá ba quả luân lưu cuối cùng – hai trong ba quả đó đã bị thủ thành đội tuyển Ý Gianluigi Donnarumma cản phá (quả đá của Rashford dội cột dọc và bật ra), và ngay lập tức những ngôn ngữ và biểu cảm phân biệt chủng tộc xuất hiện trên tài khoản mạng xã hội của họ. Sancho và Rashford là những sự thay đổi người cuối cùng của đội tuyển Anh, được đưa vào trong những phút cuối để có thể thực hiện loạt sút luân lưu.
Hiệp hội bóng đá Anh đã "lên án mạnh mẽ" hành vi lạm dụng này và cho biết họ thực sự "sốc trước hành vi phân biệt chủng tộc trên mạng" nhằm vào một số cầu thủ trên mạng xã hội. Trong một phát biểu của họ, họ cho rằng: "Chúng tôi không thể nói thêm rằng bất kỳ ai đứng sau hành vi ghê rợn này đều không được hoan nghênh khi họ theo dõi đội bóng của chúng tôi. Chúng tôi sẽ làm tất cả những gì có thể để giúp đỡ các cầu thủ bị nhắm tới đồng thời đề nghị xử lý một cách nghiêm khắc nhất có thể cho bất kỳ ai làm điều này. Chúng tôi sẽ tiếp tục tìm mọi cách để loại bỏ sự phân biệt đối xử này ra khỏi bóng đá, tuy vậy chúng tôi cũng mong chính phủ hành động một cách nhanh chóng và đưa ra biện pháp phù hợp để đưa ra ánh sáng hành vi lạm dụng này. Các công ty mạng xã hội cần đẩy mạnh cũng như chịu trách nhiệm và hành động bằng mọi cách để ngăn chặn những kẻ lạm dụng những nền tảng này khỏi nền tảng của mình, đồng thời thu thập dẫn chứng nhằm truy tố và giúp đỡ để nền tảng của họ không bị ảnh hưởng bởi chính hành vi lạm dụng đáng bị lên án này." Cảnh sát thành phố đã mở cuộc điều tra về việc lạm dụng này và nói trên Twitter rằng sự lạm dụng này là "không thể chấp nhận được" và điều này là không thể bỏ qua.
Huấn luyện viên Anh Gareth Southgate cho biết "nhiều trong số đó đến từ bên ngoài, những người dõi theo điều này có thể giải thích về điều đó, nhưng không phải tất cả mọi thứ." BBC, New Statesman, và Reuters nói rằng bản chất toàn cầu hóa của hành vi lạm dụng này có thể cản trở việc điều tra và truy tố; trong khi hai ấn phẩm sau đó chỉ ra một nghiên cứu từ nhóm chống phân biệt chủng tộc Kick It Out, cho thấy 70% hành vi lạm dụng trên mạng đối với các cầu thủ mang dòng máu gốc Anh trong hai năm qua đến từ bên ngoài. Cảnh sát đã nhận được 600 báo cáo về những đoạn bình luận mang tính phân biệt chủng tộc sau trận đấu và 207 trong số đó đã bị kết tội hình sự. Trong số này, 34 bình luận đến từ Vương quốc Anh và 123 bình luận đến từ các quốc gia khác, số còn lại vẫn chưa được xác định tính đến trước ngày 5 tháng 8. Thông tin chi tiết về các tài khoản nước ngoài này đã được chuyển cho cảnh sát các quốc gia có thẩm quyền.
Thủ tướng Anh Boris Johnson, Lãnh đạo phe đối lập Keir Starmer, và chủ tịch FA, Vương tôn William, Công tước xứ Cambridge cũng đã lên án hành vi lạm dụng phân biệt chủng tộc này. Một bức tượng tại Manchester nhằm tôn vinh chiến dịch chống lại nạn đói ở trẻ em của Rashford đã bị phá hoại ngay sau trận đấu. Thị trưởng Manchester Andy Burnham đã lên án hành vi mang tính bôi nhọ này, coi đây là một "hành động mang tính khinh bỉ và coi thường", trong khi cảnh sát đã mở một cuộc điều tra về vụ việc này. Những trái tim, lá cờ và những bức thư động viên đã được cộng đồng để lại quanh bức tượng này sau đó, và hai ngày sau đó nó đã được khôi phục. Tuy nhiên, Cảnh sát trưởng Manchester sau đó cho biết hành vi phá hoại tượng Rashford "không phải là hành vi phân biệt chủng tộc." Trong Cuộc chất vấn của Thủ tướng tại Hạ nghị viện Vương quốc Anh ở Westminster vào ngày 14 tháng 7 năm 2021, Johnson tuyên bố sẽ cấm những người liên quan đến việc lạm dụng nền tảng mạng để phân biệt chủng tộc tham dự các trận đấu bóng đá trên tất cả các sân vận động trong tương lai. Johnson cũng hy vọng đề xuất đấu thầu của Anh và Ireland đăng cai giải vô địch bóng đá thế giới 2030 không bị lung lay trước những cảnh tượng đám đông rắc rối trong trận chung kết vừa rồi. Vào ngày 15 tháng 7, cảnh sát đã bắt giữ 4 người có liên quan đến hành vi lạm dụng mạng này.
Trong suốt ba ngày sau trận đấu, Saka, Sancho, và Rashford đã cảm ơn những sự động viên mà họ nhận được trên những tài khoản mạng xã hội của họ. Rashford đã gửi lời xin lỗi vì đã đá hỏng quả phạt đền nhưng cho biết anh "sẽ không buông tha" cho việc tiết lộ mình là ai và mình đến từ đâu. Sancho nói rằng "sự ghét bỏ sẽ không bao giờ chiến thắng" và "với tư cách là một người của xã hội, chúng ta cần phải làm tốt hơn và yêu cầu họ cần phải có trách nhiệm với người khác", trong khi đó Saka nói rằng anh đã "biết được ngay sự hận thù" mà anh phải nhận.

### Tranh kỷ niệm
Vào ngày 13 tháng 7 năm 2021, một bức tranh do nghệ sĩ đường phố MurWalls thực hiện nhắc đến Gareth Southgate, Harry Kane, và Raheem Sterling đã được khai trương tại Vinegar Yard, Cầu Luân Đôn, Luân Đôn. Một bức tranh kỹ thuật số ở Manchester gồm ba cầu thủ bị lạm dụng phân biệt chủng tộc (Saka, Sancho, và Rashford) cũng đã được công bố.

### Điều tra của UEFA
Sau khung cảnh hỗn loạn, UEFA đã mở một vụ kỷ luật với hiệp hội bóng đá Anh với các hành vi một người hâm mộ Anh nhảy vào sân, việc người hâm mộ ném những đồ vật vào, gây rối trong khi quốc ca Ý vang lên, và việc sử dụng pháo hoa trái phép.

## Phát sóng và số lượt xem
ITV và BBC đều trực tiếp trận đấu này ở Anh. Chương trình bình luận của ITV trước trận lên sóng lúc 18:30 theo giờ mùa hè Anh Quốc và do Mark Pougatch làm người dẫn chương trình với các chuyên gia Roy Keane, Ian Wright và Gary Neville và những người phân tích trên sân là Ashley Cole và Emma Hayes. Bình luận viên của trận đấu này trên ITV là Sam Matterface và Lee Dixon. BBC lên sóng chương trình bình luận sớm hơn ITV 10 phút, với Alan Shearer, Rio Ferdinand và Frank Lampard trong vai trò những người phân tích trận đấu, cùng người dẫn chương trình Gary Lineker; bình luận viên Guy Mowbray và Jermaine Jenas, cũng như Jurgen Klinsmann và Alex Scott với vai trò những người phân tích trên sân. Ở Ý, trận đấu được truyền hình trực tiếp trên kênh truyền hình quốc gia RAI và kênh truyền hình trả tiền Sky Italia. Sau khi Alberto Rimedio đã có kết quả xét nghiệm dương tính với COVID-19, ông và Antonio Di Gennaro đã được thay thế bằng Stefano Bizzotto and Katia Serra trong vai trò bình luận viên của chương trình bình luận trên kênh RAI. Fabio Caressa và Giuseppe Bergomi là những bình luận viên trên kênh Sky.
Ở Anh, số lượt xem trên các kênh truyền hình đã chạm mốc 30.95 triệu người trong loạt sút luân lưu, đây là số lượt xem cao nhất kể từ tang lễ của Diana, Vương phi xứ Wales vào năm 1997. Trong số đó, 29.85 triệu người đã xem toàn bộ trận đấu này. Ở Ý, trận đấu này đã ghi nhận trung bình 18.17 triệu lượt xem trên kênh Rai 1, tức là khoảng 73.7% thị phần, và chạm đỉnh ở mốc 18.54 triệu, tức 78.7% thị phần ở loạt sút luân lưu. Trên kênh Sky Italia, trận đấu đã ghi nhận 2.43 triệu lượt xem và chiếm 9.9% thị phần, đồng thời đã có 3.16 triệu người xem trận đấu này.